# 陳善 (正統進士)
陳善（1398年—？），字復初，河南汝寧府羅山縣人，民籍。明朝政治人物。進士出身。

## 生平
河南鄉試第二十二名。正統十年（1445年）乙丑科會試第一百三十三名，殿試登進士第三甲第二十三名。

## 家族
曾祖陳文顯。祖父陳祖二。父亲陳僧。